# William Hoy
William Harry Hoy (* November 1955) ist ein US-amerikanischer Filmeditor asiatischer Herkunft und jüngerer Bruder der Editorin Maysie Hoy.

## Leben
Zunächst arbeitete William Hoy einige Jahre als Schnittassistent, etwa 1979 bei Quintett und 1985 Marie – Eine Mutter in Angst. Bei letzterer Produktion assistierte er dem Filmeditor Neil Travis,  und war anschließend an dessen Seite Co-Editor von No Way Out – Es gibt kein Zurück (1987).
Mit Commando Silent Assassins war Hoy erstmals eigenverantwortlich für den Filmschnitt zuständig. Travis und Hoys Arbeit kreuzte sich 1990 noch ein letztes Mal bei Der mit dem Wolf tanzt, bevor sich ihre Wege trennten und Hoy Blockbuster wie Der Mann in der eisernen Maske und I, Robot schnitt. Seit 2006 arbeitete er an mehreren Filmen des Regisseurs Zack Snyder: 300, Watchmen – Die Wächter und zuletzt Sucker Punch.
William Hoy ist Mitglied der American Cinema Editors.

## Filmografie (Auswahl)
- 1979: Quintett (Quintet, Schnitt-Assistenz)
- 1985: Marie – Eine Mutter in Angst (Marie, Schnitt-Assistenz)
- 1987: No Way Out – Es gibt kein Zurück (No Way Out)
- 1987–1991: Raumschiff Enterprise – Das nächste Jahrhundert (Star Trek: The Next Generation, 12 Episoden)
- 1988: Commando Silent Assassins (Silent Assassins)
- 1989: Karate Tiger IV – Best of the Best (Best of the Best)
- 1990: Der mit dem Wolf tanzt (Dances with Wolves)
- 1991: Star Trek VI: Das unentdeckte Land (Star Trek VI: The Undiscovered Country)
- 1992: Die Stunde der Patrioten (Patriot Games)
- 1993: Sliver
- 1995: Outbreak – Lautlose Killer (Outbreak)
- 1995: Opfer der Vergangenheit (Judicial Consent)
- 1996: Schizophren! Eine Mutter als Callgirl (Shattered Mind, Fernsehfilm)
- 1997: The 18th Angel (The Eighteenth Angel)
- 1998: Der Mann in der eisernen Maske (The Man in the Iron Mask)
- 1998: Houdini – Flirt mit dem Tod (Houdini, Fernsehfilm)
- 1999: Der Knochenjäger (The Bone Collector)
- 2001: Madison
- 2002: Wir waren Helden (We Were Soldiers)
- 2003: Extreme Rage (A Man Apart)
- 2004: I, Robot
- 2005: Fantastic Four
- 2006: 300
- 2007: Fantastic Four: Rise of the Silver Surfer
- 2009: Watchmen – Die Wächter (Watchmen)
- 2011: Sucker Punch
- 2012: Abraham Lincoln Vampirjäger (Abraham Lincoln: Vampire Hunter)
- 2014: Planet der Affen: Revolution (Dawn of the Planet of the Apes)
- 2015: Pan
- 2017: 2:22 – Zeit für die Liebe (2:22)
- 2017: Planet der Affen: Survival (War for the Planet of the Apes)
- 2019: The Last Summer
- 2020: Underwater – Es ist erwacht (Underwater)
- 2020: Ruf der Wildnis (The Call of the Wild)
- 2022: The Batman
- 2023: Tyler Rake: Extraction 2 (Extraction 2)
- 2025: Superman